# Óscar de la Hoya
Óscar de la Hoya (Los Angeles, 4 febbraio 1973) è un pugile e dirigente sportivo statunitense di origini messicane.
Ha vinto la medaglia d'oro all'Olimpiade di Barcellona del 1992.
Conosciuto anche come The Golden Boy, è un pugile e promoter di incontri di boxe con la sua scuderia di pugili denominata Golden Boy Promotions. Vincitore di medaglia olimpica nel 1992, ha vinto come pugile professionista ben dieci titoli mondiali in sei categorie di peso, record ineguagliato da nessun altro atleta di questa disciplina. È stato nominato Fighter of the year 1995 da Ring Magazine ed ha raggiunto il terzo posto nella classifica Pound For Pound della stessa rivista nello stesso anno. È largamente riconosciuto come uno dei pugili più famosi del mondo. Ben 18 dei suoi match hanno superato l'incasso di dieci milioni di dollari in Pay Per View, mentre in totale i suoi incontri hanno fruttato un valore estimato di 696 milioni di dollari in PPV.
De La Hoya ha annunciato ufficialmente il suo ritiro il 14 aprile 2009, smentendo speculazioni su un suo possibile match contro il figlio del leggendario Julio César Chávez, l'allora imbattuto Julio César Chávez Jr. (poi battuto per il titolo mondiale dei medi da Sergio 'Maravilla' Martinez).
Nel 2014 è stato introdotto nella International Boxing Hall of Fame.
Il 20 agosto 2020 annuncia ufficialmente il suo ritorno sul ring all’età di 47 anni.

## Biografia

### Le origini e il dilettantismo
Figlio di una famiglia di emigrati messicani poverissimi, grazie alla boxe è sfuggito alla violenza di strada della periferia di Los Angeles dove è cresciuto. È stato severamente allenato dal padre Joel che lo ha guidato nelle prime fasi della sua carriera. La madre, morta per cancro quando Óscar aveva solo 17 anni, è stata fonte di ispirazione durante tutta la sua vita.
De la Hoya comincia a boxare giovanissimo e nel 1989 conquista la medaglia d'oro nel prestigioso torneo Golden Gloves, l'anno successivo diventa campione Americano, bissa successivamente questo successo nel 1991. Nel 1990 vinse i Goodwill Games a Seattle (nello stato di Washington); fu l'oro americano più giovane di quella rassegna. Mamma Cecilia era già malata e morrà quasi tre mesi dopo: sul letto di morte il 'voto' della donna per la medaglia d'oro del figlio ai Giochi olimpici di Barcellona. Nel 1992, in effetti, diviene campione olimpico nei Giochi della XXV Olimpiade del 1992. L'anno prima a Sydney, in Australia, ai mondiali dilettanti Oscar era stato sconfitto ai punti al primo turno (ottavi di finale) dal tedesco Marco Rudolph, l'avversario poi battuto nella finale olimpica. Lascia il mondo del dilettantismo con l'eccezionale score di 223 vittorie e 5 sconfitte.

### Dai superpiuma ai pesi welter
Passato professionista in quello stesso anno, la sua carriera comincia nella categoria superpiuma battendo il danese Bredahl Dopo solo 11 incontri da pro, con questa vittoria, De la Hoya si aggiudica il titolo di categoria versione WBO. Lo difende quindi contro l'italiano Giorgio Campanella (subendo proprio contro Campanella il primo knockdown della sua carriera). Nel 1995 passa nei pesi leggeri battendo al secondo round per KO Paez e difendendo la corona WBO per quattro volte consecutive fino alla riunificazione del titolo IBF e WBO contro Rafael Ruelas (43-1-0). È proprio nel match contro Ruelas che De la Hoya affronta il suo primo match contro una stella affermata e molto quotata della boxe mondiale: la sua vittoria al secondo round via KO tecnico mostra al mondo quanto non sia solo un giovane dallo straordinario talento ma già un pugile di panorama mondiale.

#### Oscar De la Hoya VS Julio César Chávez
Dopo aver difeso altre due volte il suo titolo WBO decide di passare nei superleggeri e nel giugno del 1996 affronta il messicano Julio César Chávez (all'epoca con il record di 96-1-1) per il titolo di questa categoria, versione WBC. A soli 23 anni De la Hoya cerca così il suo quarto titolo iridato in una terza categoria di peso cercando di entrare nella ristretta cerchia di pugili detentori di titoli mondiali in più di due categorie di peso.
Il match, arbitrato da Joe Cortez, subisce una svolta già dopo un minuto della prima ripresa quando De la Hoya apre un profondo taglio all'arcata sopraccigliare sinistra di Chávez. Il detentore del titolo non riesce a ribaltare la già difficile situazioni e viene colpito da altri diretti da parte di De la Hoya proprio sulla ferita: al quarto round Chávez viene fermato da Cortez per evidente impossibilità di continuare essendo completamente accecato dal sangue.
De la Hoya, a soli 23 anni, è già detentore di tre corone in tre diverse categorie di peso. Dopo una difesa volontaria contro l'imbattuto Gonzalez, De la Hoya, già inserito nella classifica Pound For Pound da The Ring, decide di entrare nella ristretta cerchia di coloro che vincono il titolo in quattro categorie diverse di peso tentando la scalata nei pesi welter assaltando il titolo WBC nelle mani del re indiscusso e numero uno della categoria Pernell Whitaker.

#### Oscar De la Hoya VS Pernell Whitaker
Talvolta imbrogliato dalla boxe mancina ed elusiva del coloured, De la Hoya riesce comunque a neutralizzarlo e a vincere per Unanimous Decision (con margini dai 4 ai 5 punti). L'esito sorprende abbastanza il pubblico e gli addetti ai lavori che han più volte tacciato l'operato dei giudici troppo generoso per De la Hoya. Si parlò più volte di una rivincita fra Whitaker e De Hoya ma le successive inaspettate sconfitte del coloured americano hanno fatto scemare l'ipotesi. Dopo il quinto alloro in quattro categorie di peso, De la Hoya si stabilizza nei welter difendendo a più riprese il titolo contro contender come Héctor Camacho, nuovamente Chávez e il ghanese Ike Quartey portando il suo record a 29 vittorie.
Nel match contro Ike Quartey De la Hoya affronta un match molto duro in cui nella sesta ripresa i due finiscono entrambi Knock Down. Proprio in questo match si realizza una splendida dodicesima ripresa caratterizzata da un down subito da Quartey e una prolungata azione a due mani del Golden Boy che costringe il ghanese a ribattere colpo su colpo appoggiato alle corde. La decisione di Split Decision per De la Hoya non convince tutti e si avanzano delle critiche sul giudizio dei giudici.
Nel 1999 De la Hoya, dopo parecchie difese del titolo, decide di affrontare riunificando il suo titolo WBC e quello IBF Felix Trinidad, peso welter portoricano imbattuto e caratterizzato da una boxe molto composta ma fortemente aggressiva.

#### "Il Match del Millennio"
Il match si presentatava estremamente interessante per via dei destini incrociati dei due pugili: entrambi vincenti contro Whitaker (prima De la Hoya, poi Trinidad in maniera più convincente) e Camacho (prima De la Hoya, poi Trinidad), successivamente al loro match entrambi hanno battuto Fernando Vargas e Ricardo Mayorga e sono stati sconfitti da Bernard Hopkins. Oltre questo crocevia di incontri, Trinidad - De la Hoya è stato un match caricato di molto hype in quanto si vedevano in essi due astri, seppur giovani, molto affermati nel panorama mondiale boxistico; l'eventuale match inoltre avrebbe sancito il vero re della categoria dei pesi welter.
Il match si tiene al Mandalay Bay Resort di Las Vegas e De la Hoya attua una tattica elusiva fatta di continuo movimento e improvvise combinazioni al volto di Trinidad il quale ha risposto con una tattica fatta di pressing e aggressività. In vantaggio nei cartellini dei giudici (ma anche dei molti giornalisti presenti a bordo ring) fino alla settima ripresa, De la Hoya, per sua stessa ammissione sicuro di avere ampio margine, decide semplicemente di stare lontano da Trinidad affidandosi a colpi isolati a fine round: la giura punisce il suo comportamento eccessivamente elusuvio e Trinidad con abilità recupera il margine perduto vincendo con uno strettissimo verdetto via Majority Decision..

##### Le polemiche del match del millennio
Il giudizio di Majority Decision a favore di Trinidad ha sollevato più di qualche polemica, specialmente nell'entourage di De la Hoya. Il promoter di De la Hoya, Bob Arum, ha più volte rivolto accuse contro il promoter di Trinidad, Don King, di aver "fatto visita" in casa del giudice Jerry Roth. Roth ha sempre respinto le accuse. Il Match Del Millennio ha avuto un introito di 71.4 milioni di dollari in pay Per View.

### La seconda parte della carriera
Dopo la prima sconfitta da pro, molto contestata dallo stesso De la Hoya, il Golden Boy perde di vista la boxe incidendo un disco di buon successo: la sua mancata preparazione sarà evidente nel suo primo match contro l'imbattuto Shane Mosley, ex re de pesi leggeri, cui De la Hoya cede il passo nelle ultime tre riprese consegnandogli il vacante titolo WBC di categoria lasciato vacante da Trinidad.
Sconfitto due volte in tre match, dopo una pausa di nove mesi De la Hoya annuncia il cambio di allenatore in favore di Floyd Mayweather Sr.. Poco dopo ritorna in forma perfetta contro Arturo Gatti sconfiggendolo in sei round. Passato nei superwelter al limite dei 69,90 kg, il Golden Boy fa sua la quinta corona in cinque categorie di peso contro El Lince, Javier Castillejo, pluridecorato campione europeo e mondiale dei superwelter. Riunificate le versioni WBC e WBA del titolo contro Campas, il Golden Boy decide di affrontare l'allora ventiduenne Fernando Vargas.

#### La battaglia contro Vargas
Dopo delle conferenze stampa molto accese fra i due, il match vede vittorioso De la Hoya che, dopo aver atterrato Vargas con un gancio sinistro alla tempia, completa l'opera finendo l'avversario con una serie a due mani alle corde nell'undicesima tornata del match. A riprova di quanto questo match sia stato importante per la carriera di De la Hoya, il commentatore HBO Jim Lampley ha più volte indicato durante le fasi finali del match quanto il Golden Boy fosse vicino alla "sua più brillante e sensazione vittoria" che lo ha riammesso nel giro dei pugili più forti del mondo dopo le sue due sconfitte contro Trinidad e Mosley. Dopo questo incontro De la Hoya cerca con insistenza il rematch con Mosley nei superwelter per vendicare la sconfitta subita due anni prima nella categoria inferiore.
Vargas verrà poi trovato positivo al controllo antidoping successivo al suo match contro De la Hoya.

#### De la Hoya VS Mosley II
De la Hoya - Mosley II, denominato non casualmente Redemption, si conclude con la terza sconfitta da pro per il Golden Boy con un verdetto di Unanimous Decision (113 - 115 per tre volte, un verdetto ancora più duro della Split Decision del primo match) e togliendo i titoli WBA e WBC dalle mani del Golden Boy. Ancora una volta un match di De la Hoya viene macchiato da strascichi polemici riguardanti la bontà dell'operato dei giudici a bordo ring. Molti infatti evidenziano il maggior numero di colpi messi a segno da parte di De la Hoya come fotografia dell'operato inesatto da parte dei giudici e lo stesso De La Hoya in un primo momento decide di ricorrere alla giustizia sportiva per sovvertire l'esito dell'incontro. La vittoria di Sugar Shane Mosley non verrà poi mai ufficialmente questionata nonostante il tam tam mediatico creato attorno al verdetto del match.

##### Lo scandalo BALCO
Il match con Shane Mosley verrà macchiato nel 2007 da uno strascico dello scandalo BALCO. Secondo quanto riportato da Jeff Novitzky, investigatore del caso BALCO, Mosley avrebbe fatto uso di EPO fino a 5 giorni prima del match del 2003 contro De la Hoya. Mosley successivamente ammetterà un uso inconsapevole di steroidi. De la Hoya non ha mai fatto menzione di voler agire legalmente per sovvertire l'esito del match in suo favore (l'esito dell'incontro diverrebbe o una squalifica per Mosley o un No Contest).
Dopo Mosley - De la Hoya II il Golden Boy tenta la scalata nei pesi medi conquistando WBO contro il tedesco Felix Sturm. Previsto come un match abbastanza facile, De la Hoya soffrirà più del previsto e riuscirà a strappare il titolo al tedesco con un margine minimo. È la sesta iride in sei categorie di peso: ciò rimane ad oggi un record assoluto. Dopo essere diventato un campione di sigla De la Hoya tenta coraggiosamente la strada contro il detentore delle cinture WBA, WBC ed IBF: il trentottenne Bernard Hopkins.

#### Oscar De la Hoya VS Bernard Hopkins
Bernard Hopkins si presenta a De la Hoya con un curriculum impressionante comprendente una striscia di imbattibilità lunga 10 anni che vanta fra le sue vittime anche Tito Trinidad.
L'incontro si disputa il 18 settembre 2004 e De la Hoya viene atterrato da un potente gancio sinistro nel corso della nona ripresa mentre era già in svantaggio su due dei cartellini dei tre giudici: è l'unico Knock Out in carriera subito dal Golden Boy.
Dopo questo match il campione si ferma per più di un anno e mezzo per intraprendere la carriera da manager fondando la Golden Boy Promotion, vero e proprio polo manageriale che ha nella sua scuderia pugili come Marco Antonio Barrera, Manny Pacquiao e gli stessi Mosley e Hopkins, eguagliando lo strapotere di manager come Bob Arum (ex manager di De la Hoya), Frank Warren e Don King.

### The World Awaitse gli ultimi due match della sua carriera
Óscar de la Hoya torna nel maggio del 2006 rifacendo sua la corona WBC superwlter infliggendo tre atterramenti al campione Ricardo Mayorga nel giro di sei round.
Ma è nel novembre 2006 che si prospetta la clamorosa sfida fra il re dei pugili Pound For Pound Floyd Mayweather, Jr. e De la Hoya: l'attesa per il match è fortissima (viene chiamata "The World Awaits") perché si ritrovano di fronte due dei pugili giudicati fra i più forti degli ultimi 30 anni.
Match indicato da Sport Illustrated come il "salvatore della boxe", viene definito il match più importante al di fuori della categoria pesi massimi nella storia della boxe: l'introito via pay per view sarà maggiore anche a quello di Holyfield-Lewis di sette anni prima e supera anche come introiti De la Hoya VS Trinidad.
Caratterizzato da una campagna pubblicitaria sterminata comprendente un Reality Show irradiato via YouTube e un tour promozionale che tocca venti città, De la Hoya VS Mayweather viene vissuto morbosamente dal popolo americano che vede in Óscar l'underdog ma anche l'unico che può spezzare la striscia vincente dell'imbattuto re pound for pound, campionissimo sul ring ma debole nel riscuotere successo fra il pubblico.
De la Hoya arriva al match dopo aver cambiato allenatore (da Floyd Mayweather Sr., licenziato dopo sei anni per aver chiesto un compenso astronomico per allenare il detentore del titolo contro suo figlio, a Freddie Roach), aver avuto uno sparring partner d'eccellenza (Shane Mosley) e in grandissima condizione atletica; inoltre il Golden Boy ha dalla sua il vantaggio di combattere in una categoria a lui nota.

#### De la Hoya vs Mayweather
Il match (6-5-2007), tenutosi al Mandalay Bay Resort a Las Vegas, è abbastanza equilibrato e De la Hoya snatura la sua natura di incontrista per giocare un match di attacco facendo valere la sua maggior stazza e tenendo sempre il centro del ring; Mayweather risponde con una tattica elusiva e riesce a portare un numero di colpi leggermente maggiore rispetto al Golden Boy.
Proprio la pulizia dei colpi dell'attuale re Pound For Pound gli vale una vittoria per Split Decision.
Dopo il match contro Floyd Mayweather, De la Hoya resta in attesa di una rivincita contro il campione americano. Nel dicembre 2007 Mayweather torna nei pesi welter per difendere la sua cintura contro il britannico imbattuto Ricky Hatton. Dopo il match De la Hoya e Mayweather siglano un precontratto per un match ai primi di settembre del 2008 senza alcun titolo in palio con un peso massimo di 150 libbre. Per restare in attività, De la Hoya annuncia un match il 3 maggio 2008 contro Steve Forbes stabilito sulle 150 libbre e annuncia conseguentemente un suo ritiro a dicembre contro un avversario ancora da stabilire.
Dopo aver battuto via Unanimous Decision Steve Forbes sotto l'ala del suo allenatore Floyd Matweathers Sr, De la Hoya apprende la definitiva decisione di Mayweather di concludere la propria carriera. Cancellato così il match settembrino con Mayweather, sono stati vagliati molti nomi quali possibili avversario in sostituzione del ritirato Mayweather (fra cui Miguel Cotto e Antonio Margarito). La scelta finale è ricaduta su Manny Pacquiao.

#### De La Hoya vs Pacquiao
Il contratto siglato per il match (ridenominato "Dream Match") prevede un peso massimo di 147 libbre (66,7 kg). Ciò ha portato a varie speculazioni da parte dei media sul possibile gap fisico in sfavore di Pacquiao, pugile di origini filippine che nel passato ha militato in categorie come i supermosca (53,4 kg) e che non ha mai superato il limite dei pesi leggeri durante tutta la sua carriera.
Il giorno precedente al match i due pugili si presentano al peso facendo registrare 145 libbre per De La Hoya e 142 per Pacquiao. All'angolo del pugile messicano opera il suo nuovo trainer, Nacho Berenstain, assistito da Angelo Dundee, già allenatore di Muhammad Ali e Sugar Ray Leonard, nell'angolo di Pacquiao invece è immancabile la presenza del suo trainer Freddie Roach. L'incontro (6-12-2008) vede il dominio da parte del pugile filippino che scuote più volte De La Hoya con combinazioni al volto e al corpo durante il passare dei round. Al settimo round De La Hoya piega un ginocchio e finisce quasi al tappeto, nell'ottavo la punizione inflitta da Pacquiao diventa ancora più proibitiva per il corpo del suo avversario. Fra l'ottavo e il nono round l'entourage di De La Hoya con l'assenso del pugile decide di porre fine all'incontro evitando così al proprio assistito una punizione eccessiva.

## Vita personale
De la Hoya è stato sposato con la ballerina Angelique Desbrow (che gli ha dato due figli: Jacob e Davon) e con l'attrice Shanna Moakler con cui ha avuto una bambina, Atiana Cecilia. Attualmente è legato sentimentalmente alla cantante portoricana Millie Corretjer dalla quale ha avuto due figli.
Sul finire del 2007 sono state pubblicate svariate foto su internet ritraenti Oscar De La Hoya in abiti femminili, e spesso nelle foto appariva anche una donna, Mila Dravnel. Le foto sono state immediatamente giudicate false e "fotoritoccate" da parte dell'entourage di avvocati di De La Hoya mentre le donne partecipanti al party hanno seguitato a dire che in realtà le foto erano vere e che avrebbero poi rivelato dettagli sulla notte in cui erano state scattate le fotografie.. Successivamente venne dimostrato che le foto erano in realtà ritoccate e il caso cadde definitivamente con l'ammissione della Dravnel in cui ha dichiarato che in realtà era tutta una menzogna.

## Analisi di De la Hoya
De la Hoya, tra i più forti pugili dell'ultima generazione, soprannominato "el chico de oro", come professionista ha portato a termine 43 incontri perdendone solo cinque (dei 39 vinti ben 31 sono terminati per knockout).
Il suo nick utilizzato dal presentatore è "The Pride Of East LA" o "The Golden Boy".
È curioso notare che i primi trenta match affrontati da professionista sono risultati tutti vincenti: è opinione comunque che il miglior De la Hoya sia quello del periodo da welter attorno a metà anni '90.
la sua boxe è impostata in guardia normale nonostante lui sia un mancino (più volte ha però combattuto da mancino, ad esempio contro Whitaker).
De la Hoya è sempre stato avvantaggiato da una altezza ragguardevole (179 cm) che gli ha permesso di avere sempre un vantaggio considerevole di altezza contro la maggior parte dei suoi avversari; nonostante questo ha anche affrontato pugili più alti di lui come Casillejo, Trinidad e Hopkins. la sua guardia è generalmente abbastanza bassa e tiene il sinistro ad altezza sterno ondulandolo per far scattare il gancio sinistro, il suo miglior colpo.
Dotato di una pulizia nelle esecuzioni di 6-7 colpi consecutivi è anche molto incisivo e potente nei colpi, al tutto abbina una notevole agilità e un eccellente gioco di gambe. De la Hoya è inoltre un pugile dotato di una notevole resistenza ai colpi e resistenza: è finito KO solo contro Hopkins e ha subito KD contro Campanella, Quartey e Valenzuela vendicandoli tutti con una vittoria.
A De la Hoya è sempre stato riconosciuto il merito di aver affrontato pugili valorosi e di aver sempre cercato il confronto con i più forti della categoria: nel suo palmarès figurano ben 25 fra ex campioni o attuali campioni mondiali e già diversi pugili ritirati già facenti parti della Hall of fame.

## Curiosità
- De la Hoya ha anche inciso un disco vincitore di un Grammy nel 1999. È dedicato a sua madre.
- È molto sensibile alla tematica del cancro poiché sua madre è morta a causa di questo male. Ha fondato svariati centri di ricerca contro il cancro.
- Ha stretto un rapporto di amicizia diventando socio in affari con Shane Mosley e Bernard Hopkins.
- A più riprese è stato criticato per il suo attaccamento ai colori messicani, pur essendo statunitense: il messicano Fernando Vargas lo ha definito indegno per questo e Floyd Mayweather JR ha indossato pantaloncini con la bandiera messicana come sfottò durante il loro match.
- Ha percepito una borsa di 25 milioni di dollari nel suo ultimo match (Floyd Mayweather 10).
- De la Hoya nel suo quinto match da pro ha battuto Jeff Mayweather, zio di Floyd Mayweather JR. Il Golden Boy è stato allenato per sei anni da suo fratello e padre di Mayweaher JR, Floyd Mayweather SR.
- È l'unico pugile ad aver conquistato sei titoli in sei categorie di peso diverse.
- Attualmente vive a Porto Rico.

## Record professionale
| N. | Risultato | Record | Avversario            | Metodo | Round, tempo  | Data              | Luogo                                | Note |
| -- | --------- | ------ | --------------------- | ------ | ------------- | ----------------- | ------------------------------------ | --- |
| 45 | Sconfitta | 39–6   | Manny Pacquiao        | RTD    | 8 (12), 3:00  | 6 dicembre 2008   | Paradise, Stati Uniti d'America      | |
| 44 | Vittoria  | 39–5   | Steve Forbes          | UD     | 12            | 3 maggio 2008     | Carson, Stati Uniti d'America        | |
| 43 | Sconfitta | 38–5   | Floyd Mayweather Jr.  | SD     | 12            | 5 maggio 2007     | Paradise, Stati Uniti d'America      | Perde il titolo WBC dei pesi superwelter.                                                                     |
| 42 | Vittoria  | 38–4   | Ricardo Mayorga       | TKO    | 6 (12), 1:25  | 6 maggio 2006     | Paradise, Stati Uniti d'America      | Vince il titolo WBC dei pesi superwelter.                                                                     |
| 41 | Sconfitta | 37–4   | Bernard Hopkins       | KO     | 9 (12), 1:38  | 18 settembre 2004 | Paradise, Stati Uniti d'America      | Perde il titolo WBO dei pesi medi. Per i titoli WBA (Undisputed), WBC, IBF e The Ring dei pesi medi.          |
| 40 | Vittoria  | 37–3   | Felix Sturm           | UD     | 12            | 5 giugno 2004     | Paradise, Stati Uniti d'America      | Vince il titolo WBO dei pesi medi.                                                                            |
| 39 | Sconfitta | 36–3   | Shane Mosley          | UD     | 12            | 13 settembre 2003 | Paradise, Stati Uniti d'America      | Perde i titoli WBA (Unificato), WBC e The Ring dei pesi superwelter.                                          |
| 38 | Vittoria  | 36–2   | Yori Boy Campas       | TKO    | 7 (12), 2:54  | 3 maggio 2003     | Paradise, Stati Uniti d'America      | Mantiene i titoli WBA (Unificato), WBC e The Ring dei pesi superwelter.                                       |
| 37 | Vittoria  | 35–2   | Fernando Vargas       | TKO    | 11 (12), 1:48 | 14 settembre 2002 | Paradise, Stati Uniti d'America      | Mantiene il titolo WBC dei pesi superwelter. Vince i titoli WBA (Super), IBA e The Ring dei pesi superwelter. |
| 36 | Vittoria  | 34–2   | Javier Castillejo     | UD     | 12            | 23 giugno 2001    | Paradise, Stati Uniti d'America      | Vince il titolo WBC dei pesi superwelter.                                                                     |
| 35 | Vittoria  | 33–2   | Arturo Gatti          | TKO    | 5 (12), 1:16  | 24 marzo 2001     | Paradise, Stati Uniti d'America      | |
| 34 | Sconfitta | 32–2   | Shane Mosley          | SD     | 12            | 17 giugno 2000    | Los Angeles, Stati Uniti d'America   | Perde i titoli WBC e IBA dei pesi welter.                                                                     |
| 33 | Vittoria  | 32–1   | Derrell Coley         | KO     | 7 (12), 3:00  | 26 febbraio 2000  | New York, Stati Uniti d'America      | Vince il vacante titolo IBA dei pesi welter.                                                                  |
| 32 | Sconfitta | 31–1   | Félix Trinidad        | MD     | 12            | 18 settembre 1999 | Paradise, Stati Uniti d'America      | Perde il titolo WBC dei pesi welter. Per il titolo IBF dei pesi welter.                                       |
| 31 | Vittoria  | 31–0   | Oba Carr              | TKO    | 11 (12), 0:55 | 22 maggio 1999    | Paradise, Stati Uniti d'America      | Mantiene il titolo WBC dei pesi welter.                                                                       |
| 30 | Vittoria  | 30–0   | Ike Quartey           | SD     | 12            | 13 febbraio 1999  | Paradise, Stati Uniti d'America      | Mantiene il titolo WBC dei pesi welter.                                                                       |
| 29 | Vittoria  | 29–0   | Julio César Chávez    | RTD    | 8 (12), 3:00  | 18 settembre 1998 | Paradise, Stati Uniti d'America      | Mantiene il titolo WBC dei pesi welter.                                                                       |
| 28 | Vittoria  | 28–0   | Patrick Charpentier   | TKO    | 3 (12), 1:56  | 13 giugno 1998    | El Paso, Stati Uniti d'America       | Mantiene il titolo WBC dei pesi welter.                                                                       |
| 27 | Vittoria  | 27–0   | Wilfredo Rivera       | TKO    | 8 (12), 2:48  | 6 Dicembre 1997   | Atlantic City, Stati Uniti d'America | Mantiene il titolo WBC dei pesi welter.                                                                       |
| 26 | Vittoria  | 26–0   | Héctor Camacho        | UD     | 12            | 13 settembre 1997 | Paradise, Stati Uniti d'America      | Mantiene il titolo WBC dei pesi welter.                                                                       |
| 25 | Vittoria  | 25–0   | David Kamau           | KO     | 2 (12), 2:54  | 14 giugno 1997    | San Antonio, Stati Uniti d'America   | Mantiene il titolo WBC dei pesi welter.                                                                       |
| 24 | Vittoria  | 24–0   | Pernell Whitaker      | UD     | 12            | 12 aprile 1997    | Paradise, Stati Uniti d'America      | Vince il titolo WBC dei pesi welter.                                                                          |
| 23 | Vittoria  | 23–0   | Miguel Ángel González | UD     | 12            | 18 gennaio 1997   | Paradise, Stati Uniti d'America      | Mantiene il titolo WBC dei pesi superleggeri.                                                                 |
| 22 | Vittoria  | 22–0   | Julio César Chávez    | TKO    | 4 (12), 2:37  | 7 giugno 1996     | Paradise, Stati Uniti d'America      | Vince il titolo WBC dei pesi superleggeri.                                                                    |
| 21 | Vittoria  | 21–0   | Darryl Tyson          | KO     | 2 (10), 2:38  | 29 febbraio 1996  | Paradise, Stati Uniti d'America      | |
| 20 | Vittoria  | 20–0   | Jesse James Leija     | RTD    | 2 (12), 3:00  | 15 dicembre 1995  | New York, Stati Uniti d'America      | Mantiene il titolo WBO dei pesi leggeri.                                                                      |
| 19 | Vittoria  | 19–0   | Genaro Hernández      | RTD    | 6 (12), 3:00  | 9 settembre 1995  | Paradise, Stati Uniti d'America      | Mantiene il titolo WBO dei pesi leggeri.                                                                      |
| 18 | Vittoria  | 18–0   | Rafael Ruelas         | TKO    | 2 (12), 1:43  | 6 maggio 1995     | Bayamón, Porto Rico                  | Mantiene il titolo WBO dei pesi leggeri. Vince il titolo IBF dei pesi leggeri.                                |
| 17 | Vittoria  | 17–0   | John John Molina      | UD     | 12            | 18 febbraio 1995  | Paradise, Stati Uniti d'America      | Mantiene il titolo WBO dei pesi leggeri.                                                                      |
| 16 | Vittoria  | 16–0   | John Avila            | TKO    | 9 (12), 1:07  | 10 dicembre 1994  | Los Angeles, Stati Uniti d'America   | Mantiene il titolo WBO dei pesi leggeri.                                                                      |
| 15 | Vittoria  | 15–0   | Carl Griffith         | TKO    | 3 (12), 1:02  | 18 novembre 1994  | Paradise, Stati Uniti d'America      | Mantiene il titolo WBO dei pesi leggeri.                                                                      |
| 14 | Vittoria  | 14–0   | Jorge Páez            | KO     | 2 (12), 0:39  | 29 luglio 1994    | Paradise, Stati Uniti d'America      | Vince il titolo WBO dei pesi leggeri.                                                                         |
| 13 | Vittoria  | 13–0   | Giorgio Campanella    | TKO    | 3 (12), 2:22  | 27 maggio 1994    | Paradise, Stati Uniti d'America      | Mantiene il titolo WBO junior dei pesi leggeri.                                                               |
| 12 | Vittoria  | 12–0   | Jimmi Bredahl         | RTD    | 10 (12), 3:00 | 5 marzo 1994      | Los Angeles, Stati Uniti d'America   | Vince il titolo WBO junior dei pesi leggeri.                                                                  |
| 11 | Vittoria  | 11–0   | Narciso Valenzuela    | KO     | 1 (10), 2:25  | 30 ottobre 1993   | Phoenix, Stati Uniti d'America       | |
| 10 | Vittoria  | 10–0   | Angelo Nunez          | RTD    | 4 (10), 3:00  | 27 agosto 1993    | Beverly Hills, Stati Uniti d'America | |
| 9  | Vittoria  | 9–0    | Renaldo Carter        | TKO    | 6 (10), 2:10  | 14 agosto 1993    | Bay St. Louis, Stati Uniti d'America | |
| 8  | Vittoria  | 8–0    | Troy Dorsey           | RTD    | 1 (10), 3:00  | 7 giugno 1993     | Paradise, Stati Uniti d'America      | |
| 7  | Vittoria  | 7–0    | Frank Avelar          | TKO    | 4 (10), 2:00  | 8 maggio 1993     | Stateline, Stati Uniti d'America     | |
| 6  | Vittoria  | 6–0    | Mike Grable           | UD     | 8             | 6 aprile 1993     | Rochester, Stati Uniti d'America     | |
| 5  | Vittoria  | 5–0    | Jeff Mayweather       | TKO    | 4 (8), 1:35   | 13 marzo 1993     | San Juan, Porto Rico                 | |
| 4  | Vittoria  | 4–0    | Curtis Strong         | TKO    | 4 (6), 1:40   | 6 febbraio 1993   | San Diego, Stati Uniti d'America     | |
| 3  | Vittoria  | 3–0    | Paris Alexander       | TKO    | 2 (6), 1:52   | 3 gennaio 1993    | Los Angeles, Stati Uniti d'America   | |
| 2  | Vittoria  | 2–0    | Clifford Hicks        | KO     | 1 (6), 1:17   | 12 dicembre 1992  | Phoenix, Stati Uniti d'America       | |
| 1  | Vittoria  | 1–0    | Lamar Williams        | KO     | 1 (6), 2:12   | 23 novembre 1992  | Inglewood, Stati Uniti d'America     | |